# Pietro Metastasio
Pietro Metastasio, pseudonimo di Pietro Antonio Domenico Bonaventura Trapassi (Roma, 3 gennaio 1698 – Vienna, 12 aprile 1782), è stato un poeta, librettista, drammaturgo e presbitero italiano.
È considerato il riformatore del melodramma italiano.

## Biografia

### Infanzia e gioventù

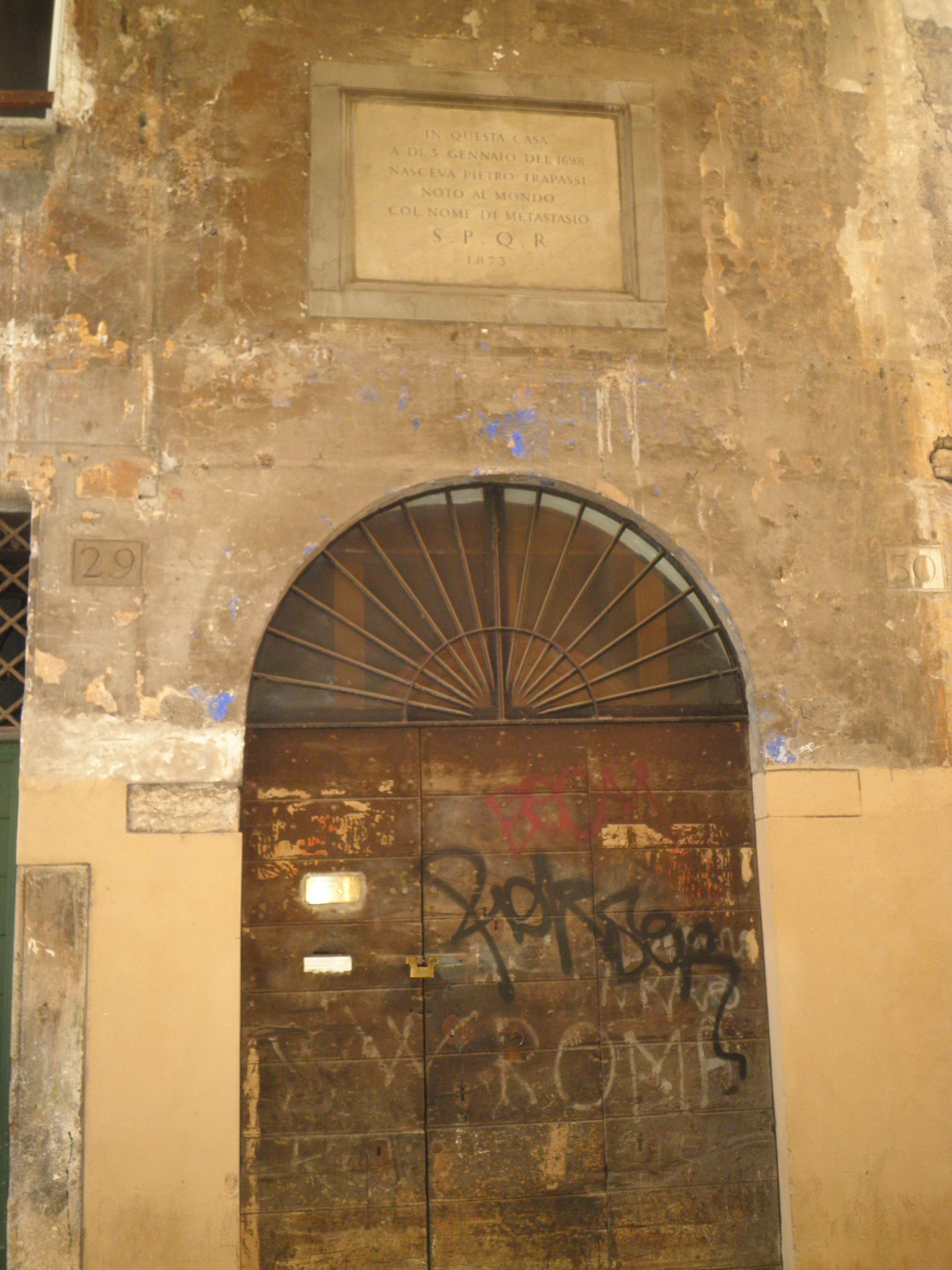
La casa natale in via dei Cappellari

Pietro Metastasio e il primogenito Leopoldo nacquero a Roma entrambi da Felice Trapassi, originario di Assisi (città dove la casa che fu di sua proprietà reca una lapide), e da Francesca Galastri. Le sorelle Barbara ed Endimira nacquero dal nuovo matrimonio fra Felice Trapassi e Angela Lucarelli di Cave, dopo che la Galastri morì improvvisamente e prematuramente nel 1702. Il fratello Leopoldo, avviato agli studi giuridici, rimase a Roma e fu sempre in stretto contatto, culturale e affettivo, con il poeta.
Si dice che Pietro, ancora bambino, attirasse a sé la folla recitando versi improvvisati su tema dato. Nel 1709 in un'occasione simile si fermarono ad ascoltarlo due signori distinti: Gian Vincenzo Gravina, noto letterato e giurista, nonché fondatore dell'Accademia dell'Arcadia, e Lorenzini, un critico di una certa fama. Gravina fu attratto dal talento poetico e dal fascino del ragazzo e ne fece il suo protetto. Il padre Felice era ben lieto di dare al figlio la possibilità di ricevere una buona educazione e di poter entrare nell'alta società.
Gravina ellenizzò il cognome di Pietro Trapassi in "Metastasio" (dal greco methístemi: trapasso, allusione al suo cognome), e, nell'intento di farlo diventare un giurista, iniziò a impartirgli lezioni di latino e di diritto. Allo stesso tempo coltivò il suo talento letterario e mise in mostra il giovane prodigio nella sua casa e presso varie congreghe romane. Ben presto Metastasio si trovò in competizione con i più celebri improvvisatori d'Italia. I giorni trascorsi in numerosi studi e le serate dedicate alle attività d'improvvisazione in ottanta strofe furono assai rovinosi per la salute di Pietro e sottoposero a tensione la sua facoltà poetica. Tra l'altro in questo momento critico Gravina dovette recarsi in Calabria per affari. Decise di portare con sé il suo giovane allievo per farlo esibire nei circoli letterari di Napoli, affidandolo alle cure di un suo parente di Scalea, il filosofo Gregorio Caloprese. L'aria di mare (Scalea si trova sull'omonimo promontorio, in Calabria) fu cosa buona per il giovane Metastasio, tant'è che la sua salute si rivitalizzò. Gravina dunque comprese che non doveva più farlo improvvisare, se non in occasioni importanti, in modo che, una volta completata la sua educazione, potesse entrare in competizione con i più grandi poeti.
Metastasio obbedì sempre ai voleri del suo patrono. All'età di quattordici anni compose una tragedia nella maniera di Seneca su un soggetto tratto dall'Italia liberata dai Goti di Gian Giorgio Trissino, l'epopea preferita di Gravina. Questo lavoro, che chiamò Giustino, fu pubblicato da Gravina nel 1713, ma ebbe vita breve. Caloprese nel 1714 morì e, quattro anni dopo, nel 1718 anche Gravina seguì la stessa sorte. Metastasio ereditò una fortuna di 18000 scudi. Nello stesso anno a un incontro dell'Accademia dell'Arcadia egli recitò un elogio al suo patrono.

### Vita e lavori in Italia

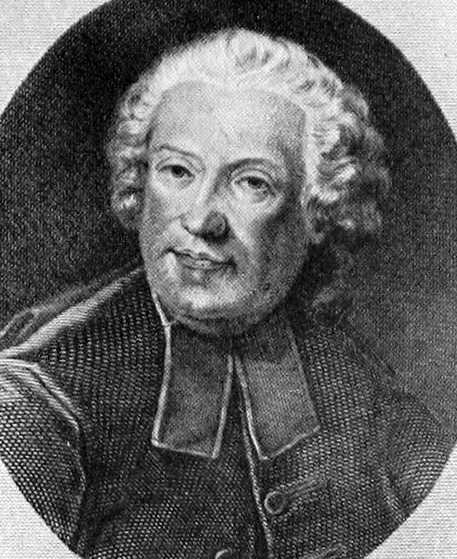
Ritratto di fantasia di Pietro Metastasio

Metastasio era ora ventenne. Quattro anni prima (nel 1714) aveva preso i voti minori per ottenere lo status clericale, senza il quale pareva impossibile intraprendere una carriera a Roma. La sua storia romantica, il fascino personale, le maniere incantevoli fecero di lui una figura ben distinta. Per due anni egli spese il suo denaro per accrescere la sua reputazione e decise di applicarsi seriamente nella sua professione. A Napoli entrò al servizio di un importante avvocato di nome Castagnola, il quale esercitò un notevole controllo su tempo ed energie del giovane.
Mentre lavorava per l'avvocato, Metastasio nel 1721 compose un epitalamio e probabilmente anche la sua prima serenata musicale, Endimione, in occasione del matrimonio tra la sua patrona donna Anna Francesca Ravaschieri Pinelli di Sangro (più tardi sesta principessa di Belmonte) e il marchese don Antonio Pignatelli (più tardi principe di Belmonte). Nel 1722 il compleanno dell'imperatrice Elisabetta Cristina di Brunswick-Wolfenbüttel fu celebrato con il massimo degli onori, quindi il viceré incaricò Metastasio di scrivere una serenata per l'occasione. Egli accettò l'ingaggio, a patto che l'autore rimanesse anonimo. Sotto questa condizione Metastasio produsse Gli orti esperidi, che fu messo in musica da Nicola Porpora e cantato da un allievo dello stesso, il castrato Farinelli, il quale fece uno spettacolare debutto e si legò al Metastasio con una calorosa amicizia fraterna tanto da chiamarlo "gemello caro" nelle sue numerose lettere al librettista, ricevendo i migliori applausi. La primadonna Marianna Bulgarelli, detta La Romanina (per via della città di nascita), la quale interpretava Venus nel dramma, non si dette pace sino a che non ebbe scoperto l'autore. La Romanina persuase il poeta a rinunciare alla propria carriera legale e promise di assicurargli fama e autonomia, qualora avesse voluto dedicare il proprio talento al dramma musicale.
Presso la casa de La Romanina Metastasio iniziò a conoscere i più grandi compositori del tempo, tra i quali Porpora, dal quale prese lezioni di musica, Johann Adolf Hasse, Giovan Battista Pergolesi, Alessandro Scarlatti, Leonardo Vinci, Leonardo Leo, Francesco Durante e Benedetto Marcello; tutti questi saranno destinati in futuro a mettere in musica i suoi lavori. Qui inoltre studiò l'arte del cantare e imparò ad apprezzare lo stile di interpreti come Farinelli. Dotato di uno straordinario talento per la composizione e di un senso per la poetica, non trovò nessuna difficoltà nello scrivere le sue opere.
Metastasio visse con La Romanina e suo marito, prima a Napoli e, dal 1728, a Roma. Mossa da un affetto per metà materno e per metà romantico, la cantante lo accolse nella propria casa, come già aveva fatto il Gravina, con tutta la famiglia di lui (i genitori, il fratello e le sorelle). Lei incoraggiò il suo genio poetico e lo viziò nei suoi capricci. Sotto la sua influenza, tra il 1724 e il 1730 scrisse Didone abbandonata, Siroe re di Persia, Catone in Utica, Ezio, Alessandro nell'Indie, Semiramide riconosciuta e Artaserse. Questi drammi furono musicati dai principali compositori di quel tempo e furono rappresentati nelle più importanti città italiane.
Nel frattempo La Romanina stava invecchiando e smise di cantare in pubblico; il poeta si sentiva sempre più fastidiosamente dipendente dalla sua generosità. Egli guadagnava 300 scudi per ogni opera; questa paga, anche se buona, era incerta e da tempo desiderava ottenere un impiego fisso. Nel settembre del 1729 ricevette e accettò l'offerta per il posto di poeta di corte al teatro di Vienna, con uno stipendio di 3000 fiorini; successe così ad Apostolo Zeno, che in quell'anno tornò a Venezia. La Romanina altruisticamente lo mandò per la via della gloria. Lei tenne comunque a suo carico la famiglia di Pietro a Roma, in modo che egli potesse stabilirsi in Austria.

### Metastasio alla Corte di Vienna

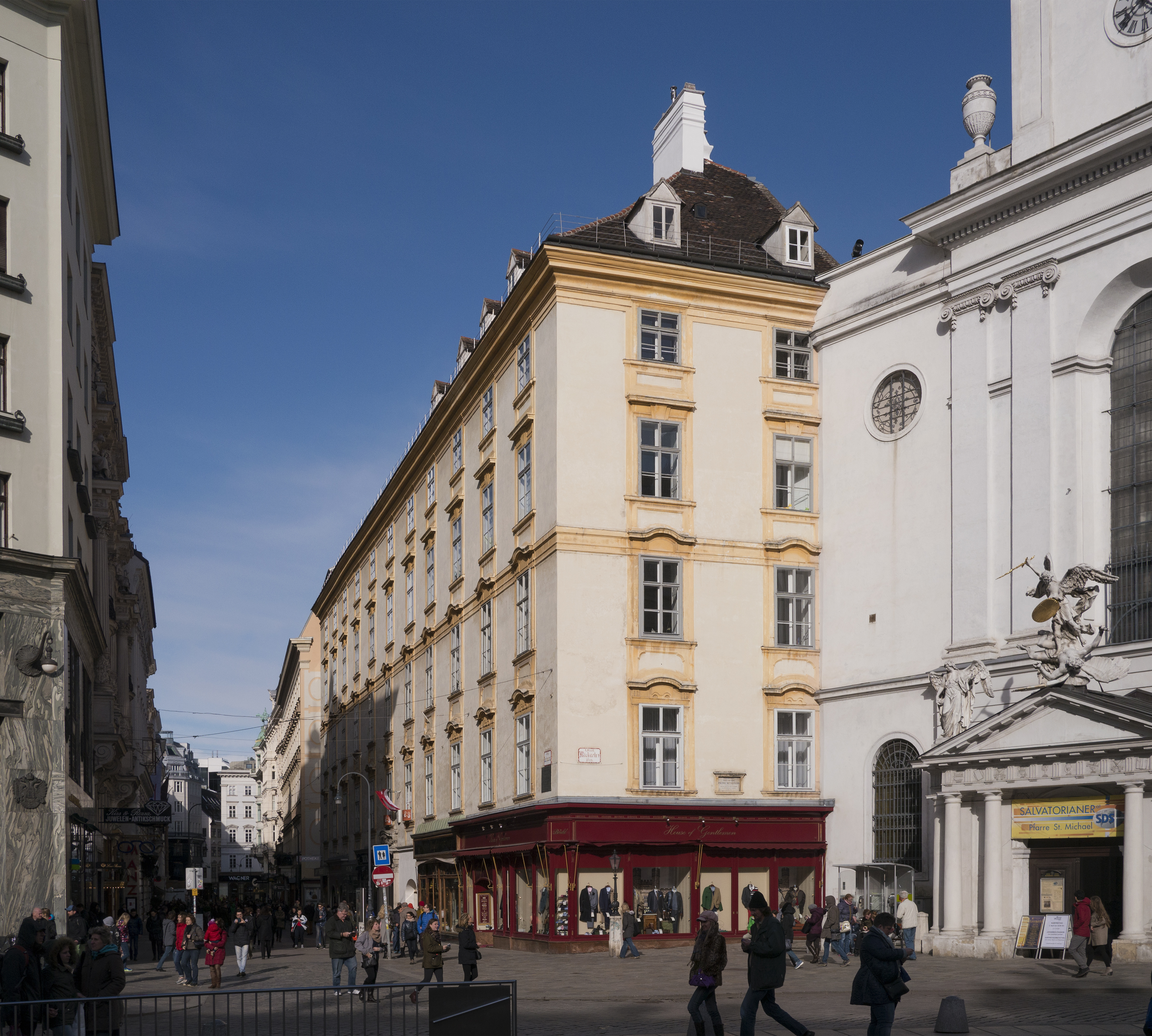
La dimora viennese di Metastasio, vista da Michaelerplatz. L'edificio venne costruito nel 1710 su progetto del ticinese Giovanni Battista Maderna (1652-1722), allievo di Francesco Caratti.

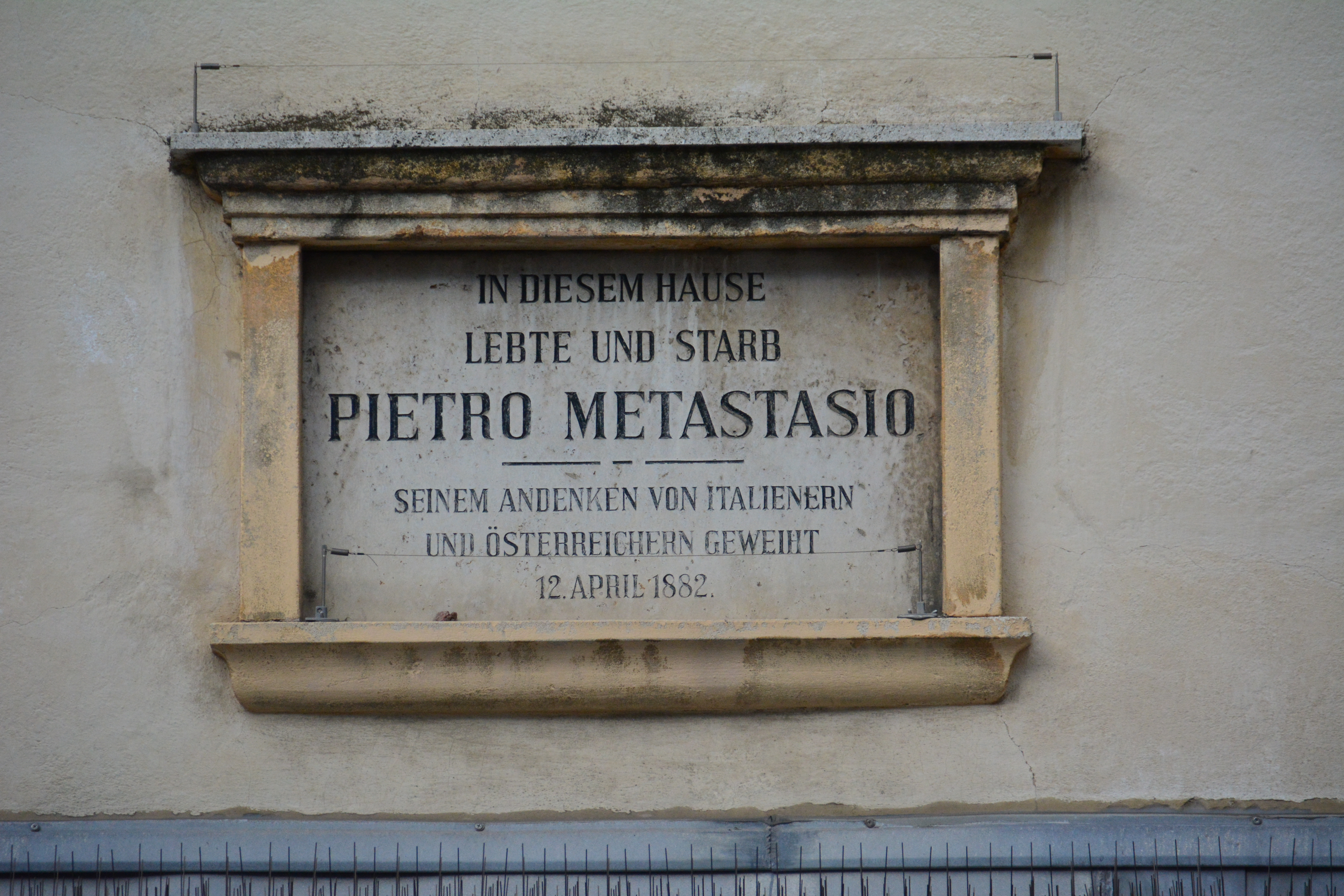
Memoriale posto a un secolo dalla sua morte sulla casa dove Metastasio visse e morì a Vienna.

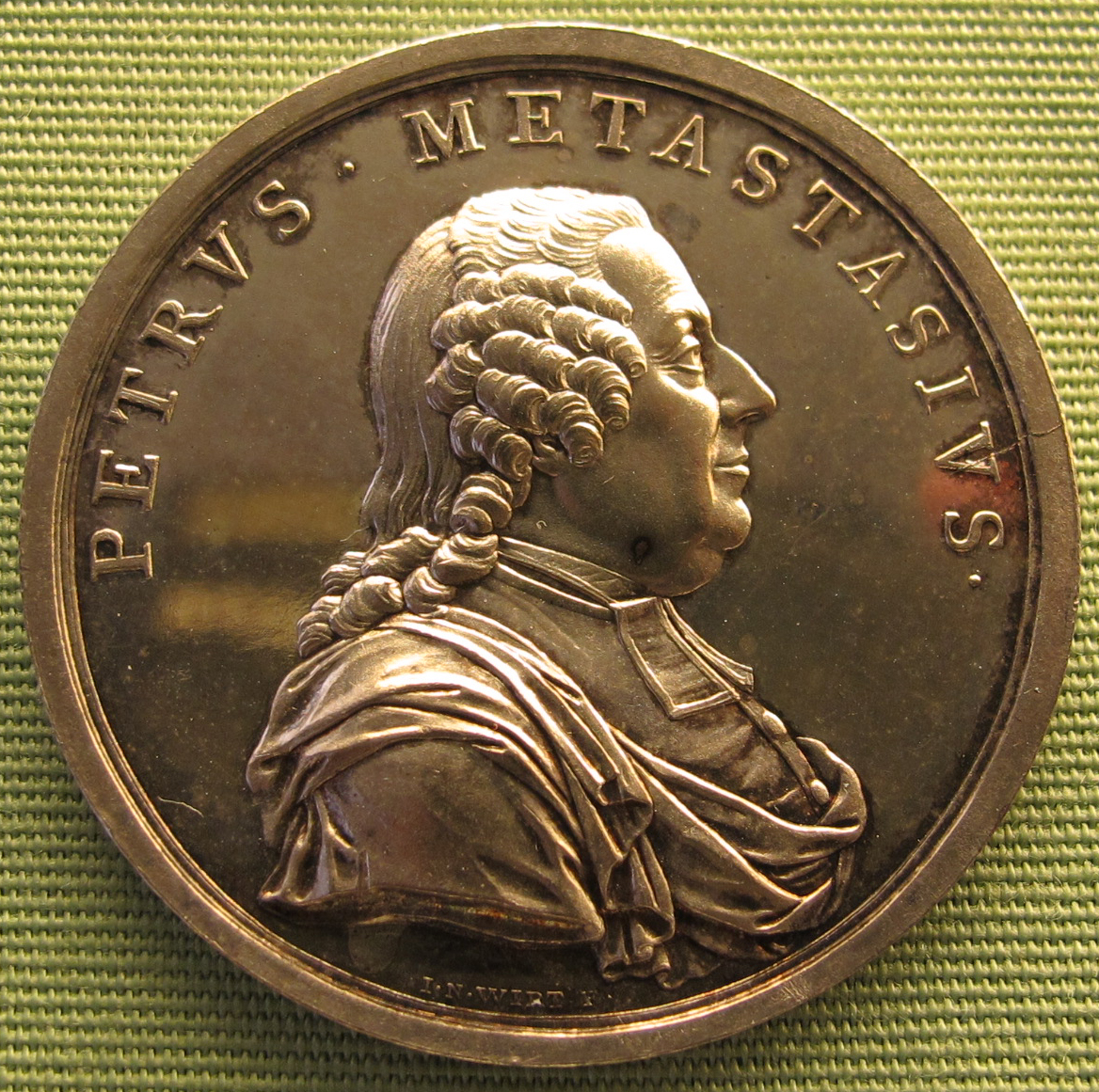
Medaglia commemorativa di Metastasio, realizzata nel 1782 da Johann Nepomuk Würth.

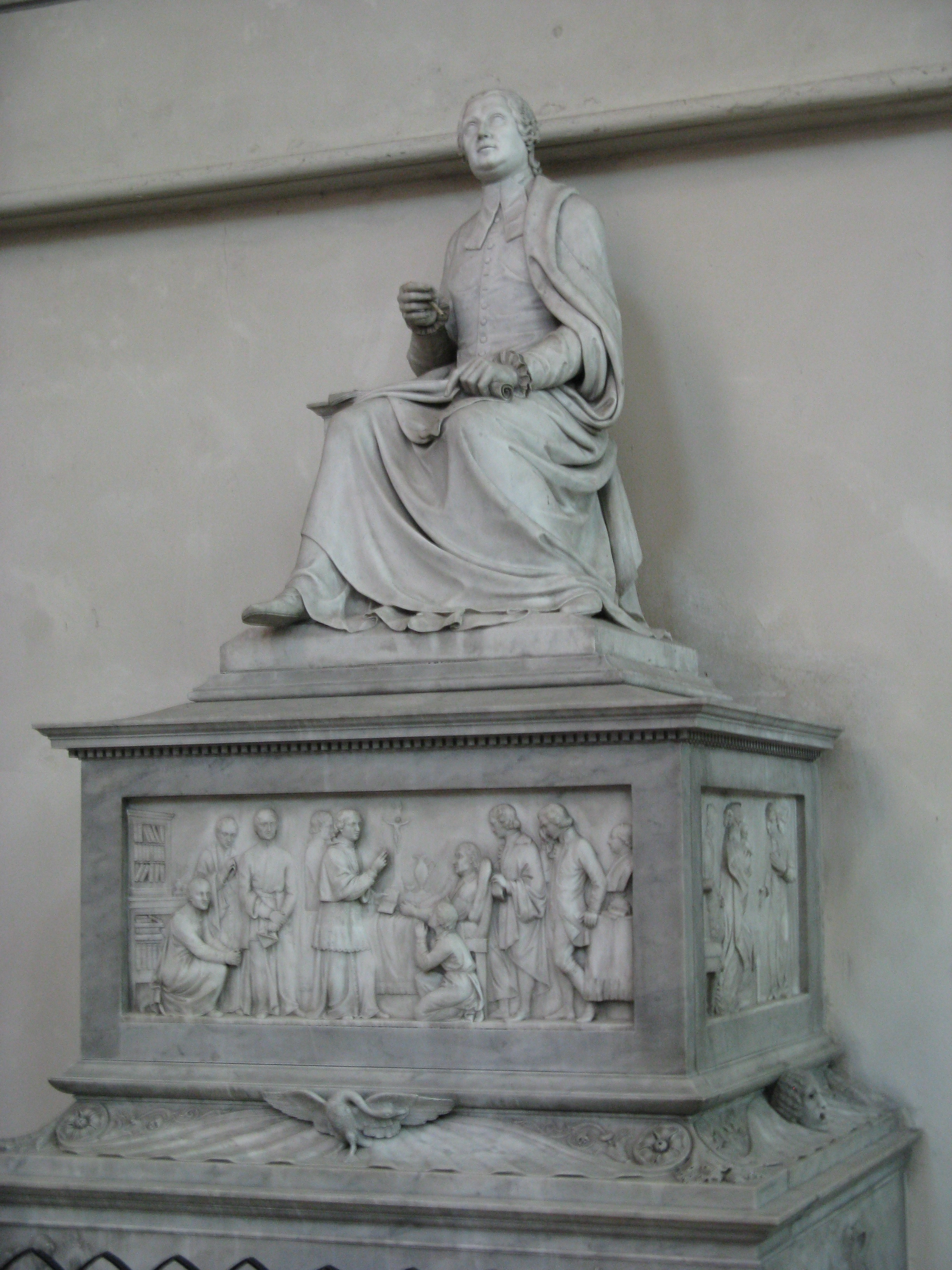
Monumento sepolcrale del Metastasio posto nel 1855 nella Minoritenkirche, realizzato da Vincenzo Luccardi (1811-1876).

Nell'aprile del 1730 Metastasio si stabilì a Vienna in un appartamento al IV piano della Großes Michaelerhaus, oggi al civico 11 della Kohlmarkt (contrassegnato dal Konskriptionsnummer 1152), non lontano dall'Hofburg, dimora messagli a disposizione da Luigi Pio di Savoia, direttore dei teatri di Carlo VI. Qui il poeta divise fino alla fine dei suoi giorni la casa già concessa a Niccolò Martines, maestro di cerimonie del Nunzio apostolico a Vienna. Con ogni probabilità, il fatto che Metastasio e Martines si fossero già conosciuti a Napoli negli anni venti favorì la loro convivenza che fu sempre improntata, del resto, alla più sincera e affettuosa reciproca amicizia, al punto che il Poeta Cesareo nominò Giuseppe Martines, il figlio maggiore del cerimoniere, suo esecutore testamentario, mentre contribuì in modo decisivo all'educazione e alla formazione musicale di un'altra figlia, Marianna, affidandola anche alle cure di Franz Joseph Haydn, ospite alla fine degli anni cinquanta nella mansarda della Michaelerhaus a Kohlmarkt.
Questa data segna un nuovo periodo nella sua attività artistica. Tra gli anni 1730 e 1740 i suoi drammi Adriano in Siria, Demetrio, Issipile. Demofonte, L'Olimpiade, La clemenza di Tito, Achille in Sciro, Temistocle e Attilio Regolo, vennero prodotti per il teatro imperiale. Alcuni di essi furono composti per occasioni speciali e con incredibile rapidità: ad esempio l'Achille in diciotto giorni e l'Ipermestra in nove. Oltre a ciò si dedicò nuovamente ai testi sacri: nel 1730 venne alla luce La Passione di Nostro Signore Gesù Cristo, che divenne uno degli oratori più musicati del XVIII secolo. Metastasio padroneggiava la tecnica della sua arte fino ai minimi dettagli. Le esperienze che acquisì a Napoli e a Roma, così come l'entusiasmo viennese per i suoi lavori accelerarono la sua carriera.
A Vienna Metastasio non incontrò un forte successo sociale, giacché la sua nascita non nobile lo escludeva dai circoli dell'aristocrazia. Per ovviare a questa mancanza intraprese una relazione intima con la contessa Marianna Pignatelli di Althann, cognata della sua passata patrona, la principessa Belmonte Pignatelli, la quale aveva perso il marito ed era stata a lungo la favorita dell'imperatore. Il rapporto tra lei e Metastasio fu così intenso che si credeva che si fossero sposati segretamente.
La Romanina, stanca della sua assenza, gli domandò di ottenere un ingaggio al teatro di corte. Metastasio confuso e stanco di lei, le scrisse dissuadendola nel progettare visite a Vienna. Il tono della lettera l'allarmò e irritò. Sembra che ella fosse partita da Roma, ma morì improvvisamente lungo il tragitto. Dato che suo marito era già deceduto, Metastasio ereditò tutto il suo patrimonio, ma a causa dell'affanno e del rimorso per la morte della Romanina rinunciò al lascito.
Con il passare del tempo, la vita che Metastasio teneva a Vienna, come anche il clima, si fece sentire sulla sua salute e sul suo spirito. Dal 1745 in avanti egli scrisse poco, anche se le sue cantate risalgono a questo periodo, così come la canzonetta Ecco quel fiero istante, che godette di larghissima fortuna. Nel 1755 morì la contessa Althann e Metastasio ridusse i suoi rapporti sociali ai soli visitatori che andavano a trovarlo. Ormai afflitto dall'avanzare della sua vecchiaia e dalla perdita della sua vena poetica visse gli ultimi anni della sua vita rimanendo pressoché inattivo. Durante questo periodo fu maestro dell'allora giovane arciduchessa Maria Antonietta, futura regina di Francia, la quale pur non conoscendo bene né il tedesco né il francese, parlava un ottimo ed elegante italiano, grazie al suo illustre insegnante. Il 3 settembre 1768 fu eletto accademico della Crusca. Morì nel 1782, lasciando una fortuna di 130.000 fiorini ai figli dell'amico Martines. Era infatti sopravvissuto a tutti i suoi parenti in Italia. Fu sepolto nella cripta della chiesa di San Michele a Vienna. Nel 1855 venne inoltre posto nella chiesa dei Minoriti un monumento sepolcrale ad omaggiare il Metastasio.
Foscolo ebbe a definirlo nel Gazzettino del Bel-mondo «...monarca della Tragedia Italiana cantata da Cesari e Catoni non uomini».
Col tuo splendore,

O bella Venere,

Madre d'Amore,
O bella Venere,

Che sola sei

Piacer degli uomini

E degli dei. [...]»
(Metastasio, dagli Epitalami, 1722)

## L'opera seria
A questo proposito è significativo ricordare che su 26 melodrammi scritti da Metastasio nel corso di quasi 50 anni di attività teatrale, solo tre hanno finale autenticamente tragico (Didone abbandonata, Catone in Utica, Attilio Regolo) e di questi solo uno, il Catone in Utica, prevede la morte "in palese" (cioè in scena) del protagonista. Questo finale lo esporrà a non poche critiche e ripensamenti, al punto che ne appronterà uno alternativo a quello originale in cui la morte di Catone è narrata dalla figlia Marzia.
I versi di una preghiera scritta dal Metastasio sono stati utilizzati, nel XVIII secolo, dal compositore campobassano Michele de Nigris. Si tratta del Teco Vorrei, preghiera che nella giornata del Venerdì santo vengono cantate da un grande coro in processione per la città di Campobasso.

## Libretti
Di seguito è riportato l'elenco dei libretti di Pietro Metastasio:

### Melodrammi
- Didone abbandonata (1724)[5]
- Siroe re di Persia (1726)
- Catone in Utica (1728)
- Ezio (1728)
- Alessandro nell'Indie (1729)
- Semiramide riconosciuta (1729)
- Artaserse (1730)
- Demetrio (1731)
- Adriano in Siria (1732)
- Issipile (1732)
- Demofoonte (1733)
- L'Olimpiade (1733)
- La clemenza di Tito (1734)
- Achille in Sciro (1736)
- Ciro riconosciuto (1736)
- Temistocle (1736)
- Zenobia (1740)
- Antigono (1743)
- Ipermestra (1744)
- Attilio Regolo (1750)
- Il re pastore (1751)
- L'eroe cinese (1752)
- La Nitteti (1756)
- Il trionfo di Clelia (1762)
- Romolo ed Ersilia (1765)

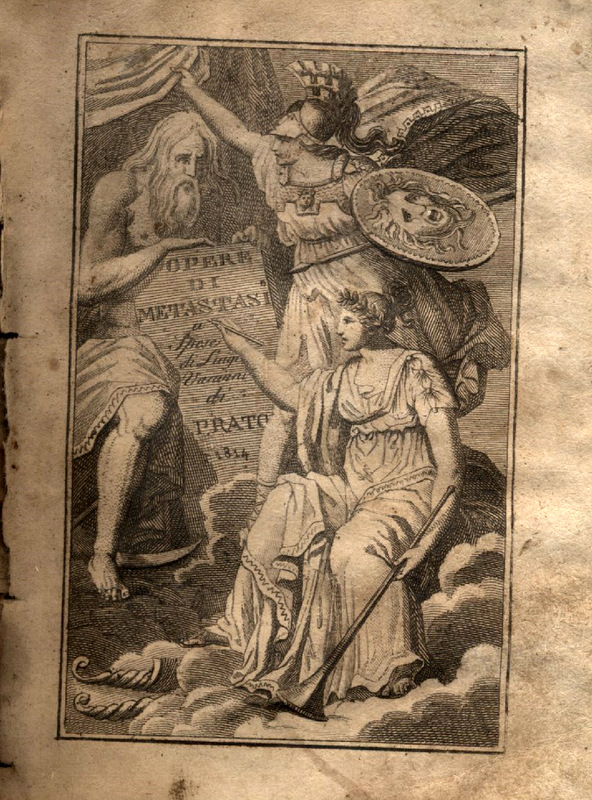
Ed. Alauzet, 1814 Firenze – Collezione Francesco Paolo Frontini

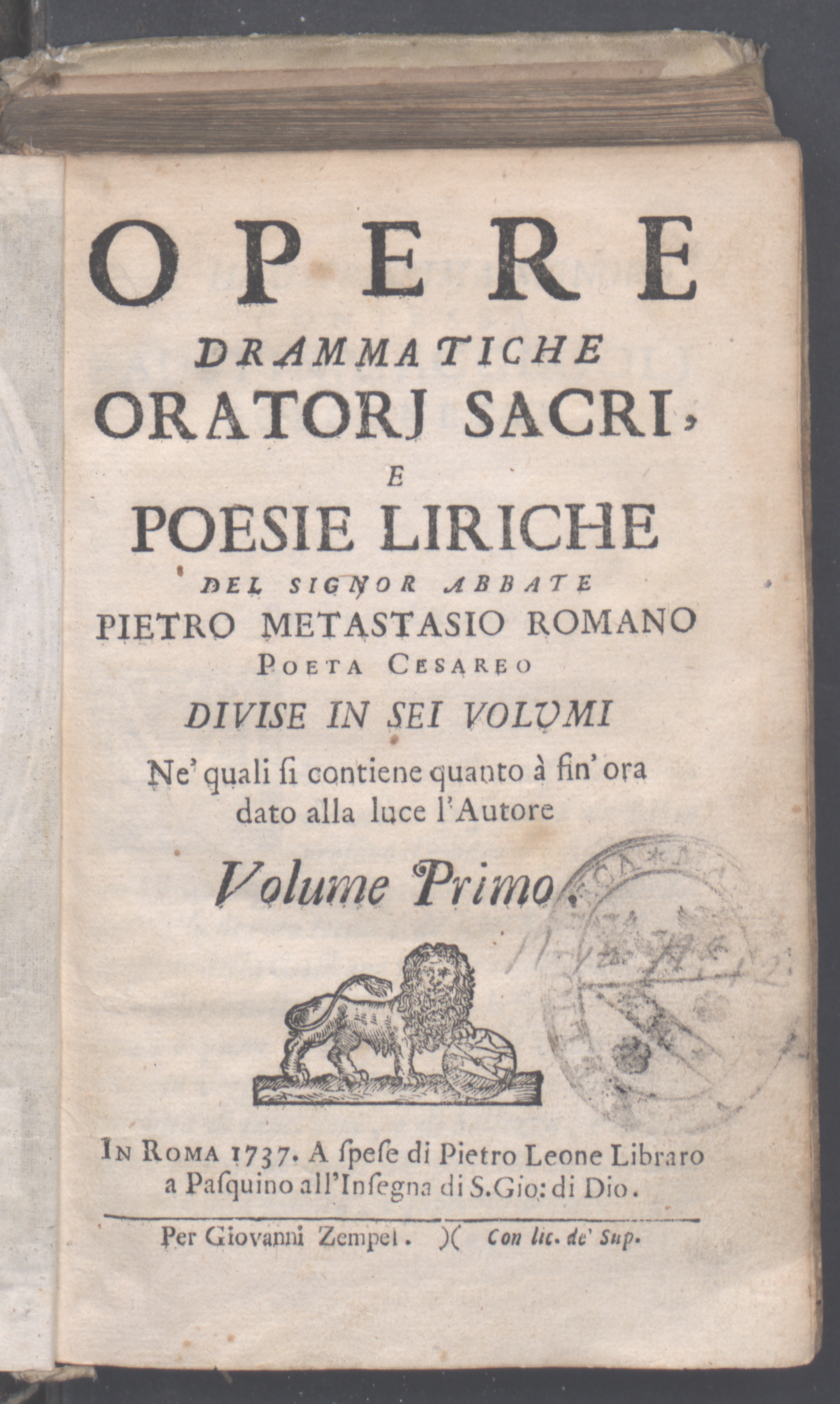
Opere drammatiche, oratorj sacri e poesie liriche, 1737

- Il Ruggiero o vero L'eroica gratitudine (1771)

### Feste, azioni, componimenti
- Giustino (1712)
- Angelica (1720)
- L' Endimione (1721)
- Gli orti esperdi (1721)
- La Galatea (1722)
- L'impresario delle Canarie (1724)
- La contesa de' numi (1729)
- Il tempio dell'Eternità (1731)
- Amor prigioniero (1732)
- L'asilo d'Amore (1732)
- Il palladio conservato (1735)
- Il sogno di Scipione (1735)
- Le cinesi (1735)
- Le grazie vendicate (1735)
- Il Parnaso accusato e difeso (1738)
- La pace fra la virtù e la bellezza (1738)
- Astrea placata (1739)
- Il natale di Giove (1740)
- Il vero omaggio (1743)
- Augurio di felicità (1749)
- La rispettosa tenerezza (1750)
- L'isola disabitata (1753)
- Tributo di rispetto e d'amore (1754)
- La gara (1755)
- Il sogno (1756)
- La ritrosia disarmata (1759)
- Alcide al bivio (1760)
- L'Atenaide (Gli affetti generosi) (1762)
- Egeria (1764)
- Il Parnaso confuso (1765)
- Il trionfo d'Amore (1765)
- La corona (1765)
- La pace fra le tre dee (1765)
- Partenope (1767)
- L'ape (n.d.)

### Oratori
- Per la festività del Santo Natale (1727)
- La passione di Gesù Cristo (1730)
- Sant'Elena al Calvario (1731)
- La morte d'Abel (1732)
- Giuseppe riconosciuto (1733)
- La Betulia Liberata (1734) (musicata da Wolfgang Amadeus Mozart nel 1771)-(K 118)
- Gioas re di Giuda (1735)
- Isacco figura del Redentore (1740)

### Cantate
- Il ciclope
- La danza
- Il quadro animato
- Amor timido
- Il consiglio
- Il nido degli amor
- Il nome
- Il primo amore
- Il ritorno
- Il sogno
- Il tabacco
- Il trionfo della gloria
- Irene
- La cacciatrice
- La cioccolata
- La gelosia
- La Pesca
- La primavera
- L'Armonica
- La scusa
- La tempesta
- L'Aurora
- L'estate
- L'inciampo
- L'inverno
- Pel giorno natalizio di Francesco I
- Pel giorno natalizio di Maria Teresa
- Pel nome glorioso di Mari Teresia
- Primo omaggio del canto
- Altre cantate

### Canzonette
- A Nice
- Canzonetta
- La libertà
- La partenza
- La primavera
- L'estate
- Palinodia

### Altri lavori
- 9 complimenti
- 33 strofe per musica
- 32 sonetti
- 4 poemi sacri
- Numerosi testi per arie

### Edizioni metastasiane
Fonte: Catalogo SBN
- 17.. - Sarti, Giuseppe e Pietro Metastasio. Antigono: Dramma Per Musica. Verona : Dionigi Ramanzini, [17..]
- 17.. - Hasse, Johann Adolf e Pietro Metastasio. La clemenza di Tito: Dramma Per Musica. Verona, Dionisio Ramanzini, [17..]
- 17.. - Maggiore, Francesco e Pietro Metastasio. Siface: Dramma Per Musica. Bologna, Costantino Pisarri, [17..]
- 17.. - Vinci, Leonardo e Pietro Metastasio. Artaserse: Dramma Per Musica. Roma : Zempel e De Mey, [17..]
- 17.. - Caldara, Antonio, Matteis, Nicola e Pietro Metastasio. Il Demetrio: Dramma Per Musica. Vienna, Van Ghelen, [17..]
- 17.. - Caldara, Antonio, Matteis, Nicola e Pietro Metastasio. Adriano in Siria: Dramma Per Musica. Vienna, Van Ghelen, [17..]

1721 L'Endominione... presso Domenico-Antonio, e Niccolò Perrino Napolöiu MDCCXXI BN-NA Sala 6 Misc. C 15(3)
- 1724 - Albinoni, Tommaso e Pietro Metastasio. Didone abbandonata, tragedia di Artino Corasio pastore arcade da rappresentarsi in musica nel Teatro Tron di S. Cassano il carnevale dell'anno 1725 dedicata all'eccellentissime dame veneziane, [la musica e del sig. Tomaso Albinoni]. Venezia, Marino Rossetti, [1724]
- 1727 - Sarro, Domenico Natale e Pietro Metastasio. Siroe: Dramma Per Musica; libretto: Artino Corasio. Napoli, Angelo Vocola, 1727
- 1728 - Vinci, Leonardo e Pietro Metastasio. Catone in Utica: Tragedia Per Musica. Roma, Bernabò, 1728
- 1732 - Hasse, Johann Adolf e Pietro Metastasio. Artaserse, dramma per musica nel nuovo Teatro dell'Accademia Filarmon. nel carnovale dell'anno 1733. Dedicato [...] signora Daria Soranzo Gradeniga podestaressa di Verona. In Verona, Per Jacopo Vallarsi, [1732]
- 1735 - La Clemenza di Tito, dramma per musica da rappresentarsi nel Teatro di S.A.S.E. di Baviera nel carnevale dell'anno 1736. In Monaco, Giov. Giac. Votter, [1735]
- 1736 - Ferrandini, Giovanni e Pietro Metastasio. Adriano in Siria, dramma per musica da rappresentarsi nel Teatro di S.A.S.E. di Baviera nel carnovale dell'anno 1737. In Monaco, Appresso Giov. Giac. Votter, [1736]
- 1737 - Sarro, Domenico Natale e Pietro Metastasio. La Passione di Gesù Cristo: Componimento Sacro, di Domenico Sarro; testo: Pietro Metastasio. Roma, Giovanni Zempel, 1737
- 1737 - Hasse, Johann Adolf e Pietro Metastasio. Artaserse, drama per musica da rappresentarsi in Bergamo il carnevale dell'anno 1738. Dedicato a sua eccellenza la signora Maria Querini, Corraro [...] Vincenzo Corraro capitano grande. In Bergamo, Per li FF. Rossi, 1737
- 1739 - Ferrandini, Giovanni e Pietro Metastasio. Artaserse, dramma per musica da rappresentarsi per comando [...] di Carlo Alberto duca dell'alta e bassa Baviera [...] nel giorno natalizio [...] di Maria Amalia [...] in Monaco, li 22 octobre 1739. In Monaco, Appresso Giov. Giav. Votter, [1739]
- 1740 - Lampugnani, Giovan Battista e Pietro Metastasio. Adriano in Siria, Dramma Per Musica da rappresentarsi nel nuovo Teatro delle Grazie in Vicenza in occasione della Fiera dell'anno 1740. Dedicato a sue eccellenze Gio. Antonio Ruzini podesta e Alvise Mocenigo 2. capitanio di Vicenza. Padova, Gio. Battista Conzatti, 1740
- 1741 - Leo, Leonardo Ortensio Salvatore e Pietro Metastasio. La morte di Abele: Componimento Sacro Per Musica. Venezia, 1741
- 1742 - Scalabrini, Paolo e Pietro Metastasio. Il Giuseppe riconosciuto: Componimento Sacro Per Musica. Venezia, 1742
- 1743 - Valentini, Domenico e Pietro Metastasio. La Passione di Gesù Cristo Signor nostro: Componimento Sacro Per Musica. Venezia, 1743
- 1744 - Hasse, Johann Adolf e Pietro Metastasio. L'Ipermestra, dramma per musica da rappresentarsi nel Real Teatro in occasione delle felicissime nozze della [...] Maria Anna d'Austria infanta di Spagna [...] e di sua altezza [...] Carlo Alessandro di Lorena [...] per comando [...] di Maria Teresa regina d'Ungheria [...] l'anno 1744. Vienna: Appresso Gio. Pietro v. Ghelen, [1744]
- 1746 - Jommelli, Niccolò, Vinci, Leonardo e Pietro Metastasio. Il Catone in Utica, dramma per musica da rappresentarsi nel Teatro Tron di S. Cassiano il carnovale dell'anno 1747. [Venezia, s.n., 1746]
- 1748 - Cocchi, Gioachino e Pietro Metastasio. Siface, drama per musica da rappresentarsi nel Real Teatro di S. Carlo nel di 30 maggio di quest'anno 1748. Giorno in cui si commemora il glorioso nome di Ferdinando monarca delle spagne. Dedicato alle [....] di Carlo Borbone e di Maria Amalia di Sassonia nostri sovrani. In Napoli, Per Domenico Langiano, 1748
- 1751 - Galuppi, Baldassarre e Pietro Metastasio. Artaserse, dramma per musica da rappresentarsi nell'apertura del nuovo Teatro in Padova per la solita Fiera di giugno 1751. Dedicato a S.E. il sig. Francesco Tiepolo capitanio e vice-podestà di Padova. In Padova, nella Stamperia Conzatti, 1751
- 1751 - Bernasconi, Andrea e Pietro Metastasio. Antigono, dramma per musica da rappresentarsi in Trevigi nel Teatro Delfino il carnovale dell'anno 1752. Dedicata a sua [...] Gerolamo De Luca podesta [...] di Trevigi. In Trevigi: [S.n], [1751]
- 1752 - Metastasio, Pietro. L'Endimione, cantata a cinque voci data in Napoli il di 26. luglio 1752. all'ambasciadore cesareo reale presso sua maestà il re delle Due Sicilie nell'occasione di sua entrata pubblica, In Napoli, presso Giovanni di Simone, 1752
- 1753 - Bonno, Giuseppe Giovanni Battista e Pietro Metastasio. L'isola disabitata, azione per musica rappresentata in Aranjuez l'anno 1753 festeggiandosi il giorno del glorioso nome di sua maesta cattolica il re D. Ferdinando &. per comando della regina D. Maria Barbara all'eccelntissima signora la signora Donna Maria Boncompagni Ludovisi Cattaneo duchessa di Termoli. In Venezia, Presso Agostino Savioli, 1753
- 1753 - Ferrandini, Giovanni e Pietro Metastasio. Il Catone in Utica, da rappresentarsi in musica [...] Teatro di Corte per comando di S.A.S.E. Massimiliano Giuseppe [...] nel giorno glorioso del suo nome. Li 12 ottobre 1753.
- 1755 - Graun, Carl Heinrich e Pietro Metastasio. Catone in Utica, dramma per musica da rappresentarsi in Verona nel nuovo Teatro dell'Accademia Filarmonica nel carnovale dell'anno 1756. Dedicato a sua eccellenza Vincenzo Pisani 2. podesta di Verona. Verona, Dionigi Ramanzini, [1755]
- 1756 - L'Olimpiade, dramma per musica da rappresentarsi nel Teatro Venezze nella Fiera dell'anno 1756. Dedicato al merito sublime di S. E. Girolamo Lion Cavazza [...]. In Venezia, per Modesto Fenzo, 1756
- 1758 - Giardini, Felice e Pietro Metastasio. La libertà, canzonetta del Metastasio; messa in musica a richiesta di molte dame da Felice Giardini con arie diverse ad ogni strofe... London, [s.n.], [1758] (partitura)
- 1758 - Hasse, Johann Adolf e Pietro Metastasio. La Nitteti. Dramma per musica da rappresentarsi nel Teatro Grimani di S. Benedetto il carnovale dell'anno 1758, [la musica e del Sig. Gio: Adolfo Hasse]. In Venezia, appresso Modesto Fenzo, 1758
- 1758 - Perilla, Salvatore e Pietro Metastasio. Demetrio, dramma per musica da rappresentarsi nel Teatro Dolfin di Treviso per la fiera dell'anno 1758, dedicato a S.E. il N.H. Bortolo Grassi Con musica tutta nuova del sig. Salvador Perilla. In Venezia, appresso Modesto Fenzo, 1758
- 1759 - Zanetti, Francesco e Pietro Metastasio. Cantata a quattro voci: Cantata. Firenze, Stamp. Imperiale, 1759
- 1759 - Brunetti, Giuseppe e Pietro Metastasio. Didone abbandonata dramma per musica da rappresentarsi in Firenze nel teatro di via della Pergola nell'autunno dell'anno 1759 ... . In Firenze: si vende nella stamperia dirimpetto all'Oratorio di s. Filippo Neri, [1759]
- 1769 - Zanetti, Francesco e Pietro Metastasio. Isacco figura del Redentore: Azione Sacra Per Musica. Perugia: Mario Riginaldi, 1769
- 1769 - Piccinni, Niccolò Vito e Pietro Metastasio. Demetrio, dramma per musica. Da rappresentarsi nel Real Teatro di S. Carlo a 30 maggio dell'anno 1769, festeggiandosi il glorioso nome della S.R.M. di Ferdinando 4. ... ed al medesimo dedicato. In Napoli, per Francesco Morelli, 1769
- 1770 - Jommelli, Niccolò e Pietro Metastasio. Il Demofoonte, dramma per musica. Da rappresentarsi nel Real Teatro di S. Carlo nel di 4 novembre 1770, festeggiandosi li gloriosi nomi del cattolico monarca delle Spagne, della maesta della regina nostra signora, e di S.A.R. il principe di Asturias ed alla S.R.M. di Ferdinando 4. ... dedicato. In Napoli : per Francesco Morelli, 1770
- 1773 - Astaritta, Gennaro e Pietro Metastasio. L'Isola disabitata, e Le cinesi. Due drammi per musica di un solo atto da rappresentarsi nel teatro dell'Accademia degl'Ingegnosi nell'estate dell'anno 1773 .... In Firenze, nella stamperia Bonducciana, 1773
- 1779 - Sarti, Giuseppe e Pietro Metastasio. Adriano in Siria : Dramma Per Musica. Roma, Luigi Bendio, 1779
- 1781 - Vinci, Leonardo e Pietro Metastasio. Siroe. Venezia: Antonio Zatta, 1781
- 1782 - Sarro, Domenico Natale e Pietro Metastasio. Didone abbandonata; libretto: Pietro Metastasio. Venezia: Zatta, 1782
- 1788 - Anfossi, Pasquale e Pietro Metastasio. Didone abbandonata, dramma per musica. Da rappresentarsi nel Real Teatro di S. Carlo nel da 30 maggio 1788, festeggiandosi il glorioso nome di Ferdinando 4. Napoli, presso Vincenzo Flauto, 1788
- 1794 - Paisiello, Giovanni e Pietro Metastasio. Didone abbandonata, dramma per musica. Da rappresentarsi nel Real Teatro di S. Carlo nel da 4 di novembre 1794, per festeggiarsi il glorioso nome di sua maesta la regina, dedicato alla real maesta di Ferdinando 4. ... . In Napoli, presso Vincenzo Flauto, 1794
- 18.. - Nicolini, Giuseppe e Pietro Metastasio. Sei ariette di Metastasio coll'accomp. di pianoforte o chitarra. Vienna, P. Mechetti, [18..]
- 1805 - Heckel, Johann Jacob. Amor timido : op. 6, [testo] di Metastasio. Vienne, Jean Cappi, [1805?]
- 1825 - Mercadante, Saverio e Pietro Metastasio. Didone abbandonata, dramma per musica. Rappresentato in Napoli nel Real Teatro di S. Carlo nell'estate del 1825. Napoli, dalla Tipografia Flautina, 1825
- 1936 - Campodonico, Giovanni Battista e Pietro Metastasio. Gesù in croce: Meditazioni-preghiere sulle Sette parole di n. S. Per coro a due voci eguali, con armonio. Versi di Pietro Metastasio. Bergamo, V. Carrara, 1936
- Pietro Metastasio, [Opere]. 1, In Roma, a spese di Pietro Leone libraro a Pasquino all'insegna di S. Gio. di Dio : per Giovanni Zempel, 1737.
- Pietro Metastasio, [Opere]. 2, In Roma, a spese di Pietro Leone libraro a Pasquino all'insegna di S. Gio. di Dio : per Giovanni Zempel, 1737.
- Pietro Metastasio, [Opere]. 3, In Roma, a spese di Pietro Leone libraro a Pasquino all'insegna di S. Gio. di Dio : per Giovanni Zempel, 1737.
- Pietro Metastasio, [Opere]. 5, In Roma, a spese di Pietro Leone libraro a Pasquino all'insegna di S. Gio. di Dio : per Giovanni Zempel, 1737.
- Pietro Metastasio, [Opere]. 6, In Roma, a spese di Pietro Leone libraro a Pasquino all'insegna di S. Gio. di Dio : per Giovanni Zempel, 1737.
- Pietro Metastasio, Opere postume. 1, In Vienna, nella stamperia Alberti, 1795.
- Pietro Metastasio, Opere postume. 2, In Vienna, nella stamperia Alberti, 1795.
- Pietro Metastasio, Opere postume. 3, In Vienna, nella stamperia Alberti, 1795.
- Pietro Metastasio, [Opere. Teatro]. 1, Bari, Laterza, 1912.
- Pietro Metastasio, [Opere. Teatro]. 2, Bari, Laterza, 1913.
- Pietro Metastasio, [Opere. Teatro]. 3, Bari, Laterza, 1914.
- Pietro Metastasio, [Opere. Teatro]. 4, Bari, Laterza, 1914.

### Saggi e ricerche
- Carlo Luigi Bozzi, Una lettera inedita del Metastasio al conte Sigismondo D'Attems di Gorizia, G. Paternolli, Gorizia, 1932.
- Costantino Maeder, Metastasio, l'«Olimpiade» e l'opera del Settecento, Ed. Il Mulino, Bologna, 1993.
- Sara Elisa Stangalino, “Didone abbandonata” versus “Die verlassene Dido”: Ricezione dell’opera metastasiana in Hamburg e nel ducato di Braunschweig (ca 1725-1739) – “Didone abbandonata” versus “Die verlassene Dido”: Die Rezeption der metastasianischen Oper in Hamburg und im Herzogtum Braunschweig (ca 1725-1739), Kassel, Merseburger, 2021.